# كريستيان أنطونيو دياز
كريستيان أنطونيو دياز (بالإسبانية: Christian Antonio Díaz)‏ هو لاعب كرة قدم مكسيكي، ولد في 7 أبريل 1991 في غوادالاخارا في المكسيك. لعب مع نادي أطلس.